# Stomatite gangrenosa

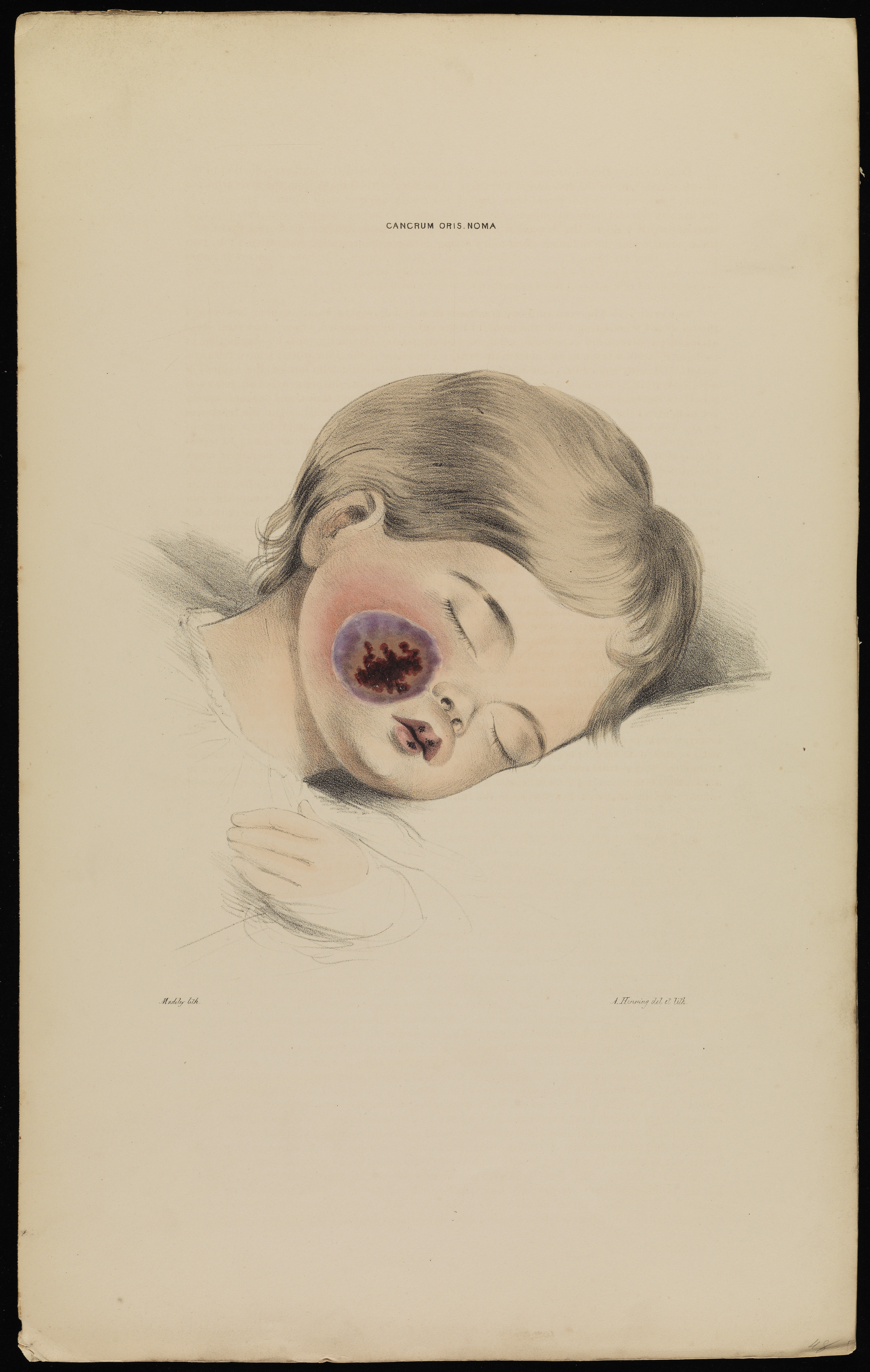
Illustrazione di noma

La stomatite gangrenosa, chiamata anche noma (dal greco νομή, ulcera), è un'infezione dei tessuti molli del viso, a partenza dalla mucose della bocca. Colpisce soprattutto bambini sofferenti di malnutrizione o immunodepressi e causa ingenti danni, con la distruzione dei tessuti fino a mostrare ossa e denti; la mortalità senza trattamento si aggira sul 70-80% e nei sopravvissuti restano gravissime deturpazioni, che in alcune società possono causare il rifiuto e l'allontanamento sociale del soggetto.
In Europa la sua ultima comparsa risale ai campi di concentramento di Auschwitz e Bergen Belsen della Germania nazista, mentre nei paesi più poveri del mondo, in particolare africani, l'ONU nel 1998 stimava circa 140.000 nuovi casi l'anno, cifra inferiore alla realtà forse addirittura del 90%.

## Eziologia

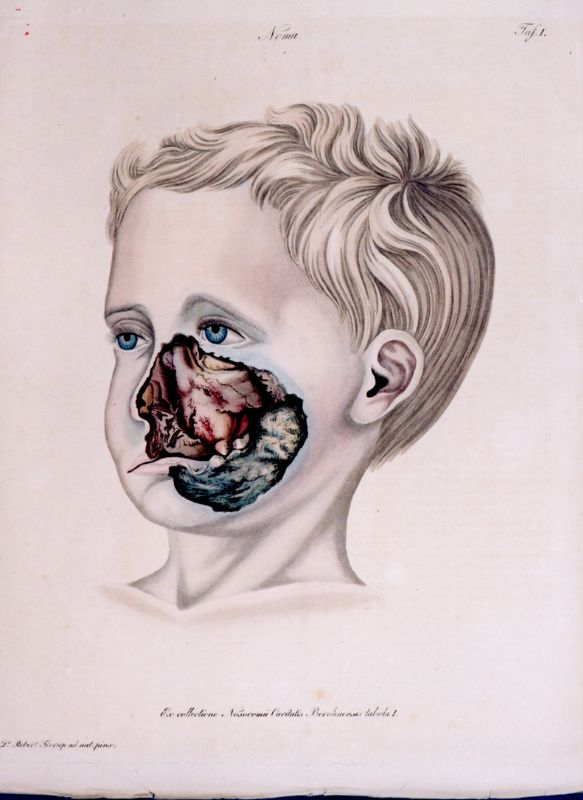
Noma

I microorganismi responsabili di questa infezione sono Prevotella intermedia e Fusobacterium necrophorum, probabilmente derivanti da acque non potabili inquinate da feci animali; generalmente la stomatite gangrenosa è preceduta da malattie debilitanti, come diarrea, malaria, morbillo, gengivite ulcerosa necrotizzante.

## Terapia
La terapia consiste nella tempestiva correzione della situazione nutritiva dell'infante e, come trattamento farmacologico, nella somministrazione di penicillina per via endovenosa.
Ai fini della prevenzione, particolare importanza riveste un'adeguata educazione nutrizionale dei genitori e l'integrazione in caso di denutrizione infantile.